# Metroid Dread
Metroid Dread (яп. メトロイド ドレッド Мэторойдо Дореддо) — компьютерная игра в жанре action-adventure, разработанная студиями MercurySteam и Nintendo EPD для игровой консоли Nintendo Switch. Игра является продолжением Metroid Fusion (2002); в ходе Metroid Dread игровой персонаж — охотница за наградой Самус Аран — посещает планету под названием ZDR, где сталкивается с новыми и опасными врагами-роботами. Игра выдержана в традициях сайд-скроллеров, характерных для классических игр серии Metroid, также добавлены элементы стелса — Самус не может легко справиться с роботами в бою и должна избегать их. Выпуск игры состоялся 8 октября 2021 года.
Metroid Dread первоначально разрабатывалась с середины 2000-х для Nintendo DS, но этот ранний проект был отменен из-за технических затруднений. Игра стала одним из редких примеров в истории компьютерных игр, когда разработка ранее отменённого проекта была возобновлена много лет спустя. Хотя другие выпущенные после Metroid Fusion игры серии были полностью трехмерными, серия Metroid вернулась к формату сайд-скроллера в 2017 году, когда вышла Metroid: Samus Returns. Создатель Metroid Ёсио Сакамото, руководивший созданием большинства двухмерных игр серии, был впечатлён талантом MercurySteam, занимавшейся разработкой игры, что привело к возобновлению сотрудничества студии с Nintendo и участию в разработке Dread.

## Сюжет
После событий Metroid Fusion (2002), в которых Самус уничтожает смертельных паразитов Икс вместе с планетой SR388, Галактическая Федерация получает видеопередачу из неизвестного источника, указывающую на то, что паразиты Икс всё ещё живы. Они отправляют специальный блок из семи роботов ЭММИ («Экзопланетные Мультиформатные Механические Исследователи») на планету ZDR, источник передачи. Вскоре после прибытия отряд перестаёт выходить на связь, и Федерация отправляет на ZDR Самус для расследования случившегося.
Глубоко в подземелье Самус сталкивается с воином чозо, который заваливает выход на поверхность планеты и побеждает её в бою. Экзокостюм охотницы повреждён, множество его функций отключилось. Самус получает от бортового компьютера своего корабля Адама распоряжение найти другой выход на поверхность и вернуться на корабль. В процессе поисков на Самус нападает один из ЭММИ, кем-то перепрограммированный и теперь смертельно опасный для охотницы. Она спасается бегством и находит таинственный источник энергии, который на время реактивирует Омега-бластер. С помощью оружия Самус уничтожает другие ЭММИ и восстанавливает некоторые возможности костюма.
У фрески чозо на Самус нападает ЭММИ, но её спасает чозо по имени Молчаливый Талар из племени тхоха. Он рассказывает, что давным-давно учёные тхоха создали метроидов, чтобы противостоять паразитам Икс на планете SR388, но метроиды вышли из-под контроля. Тхоха пришлось объединиться с племенем воинов маокинов, чтобы сдержать их на планете. Тхоха решили уничтожить метроидов вместе с планетой, однако вождь маокинов — Вранов Клюв — решил использовать метроидов как оружие для того, чтобы править вселенной. Он уничтожил создателей метроидов, оставив только Молчаливого Талара, с помощью которого планировал контролировать их. Планета ZDR должна была стать новым домом для метроидов, однако там появились паразиты Икс, которых пришлось сдерживать. Расправившись с паразитами, Вранов Клюв обнаружил, что всех метроидов, находившихся на SR388, уничтожила Самус. План Вранова Клюва мог пойти прахом, однако для него ещё была надежда возродить метроидов: для этого необходимо извлечь их ДНК из Самус, внедрённую во время событий Metroid Fusion. Он выманил Федерацию на ZDR, после чего захватил и перепрограммировал ЭММИ. Оставалось дождаться, чтобы в ловушку попала сама Самус. Когда та прибыла на планету, он напал на неё и перерезал путь к отступлению.
Молчаливый Талар помогает Самус проникнуть к ранее заблокированным областям, когда его убивают подосланный робот Вранова Клюва. Адам рекомендует сразить Клюва и уничтожить ZDR. В ходе исследования комплекса Самус находит область Элун, защищённую двойной дверью и сканерами, в которую ей удалось войти благодаря ДНК чозо. В этой области Самус обнаружила огромные полчища всевозможных паразитов Икс. Закончив исследования, она направилась к выходу, обнаружив, что вход в область распечатан, а паразиты Икс вырвались на свободу и заразили собой всю фауну планеты ZDR. Также они захватывают тело Талара и реактивируют отключённых ЭММИ. Охотница наконец выбирается на поверхность, где на неё нападает последний ЭММИ, которого она уничтожает энергией, извлечённой из ДНК метроидов. Как побочный эффект, Самус начинает медленно обращаться в метроида.
Самус проникает на летающую крепость Вранова Клюва, где выясняется, что тот выдавал себя за Адама. Он сообщает охотнице, что ждал, пока у неё не пробудятся силы метроидов, после чего он сможет создать свою армию метроидов. В тяжёлой битве Самус пробуждает в себе силы метроидов и с неимоверным напором нападает их на противника, также выкачивая всю энергию из крепости. Та падает на поверхность ZDR и разрушается. Оказавшись на поверхности планеты, Вранов Клюв оказывается заражён паразитом Икс, и затем, Самус с помощью своих новых способностей уничтожает его. Планета начинает разрушаться, и Самус отступает к своему кораблю, но не может покинуть планету из-за того, что способности метроидов высасывают всю энергию. Появляется заражённое тело Молчаливого Талара, с помощью которого Самус смогла нейтрализовать свои силы и покинуть разрушающийся ZDR.

## Игровой процесс
Metroid Dread — это приключенческая игра, в которой игроки управляют охотницей за наградой Самус Аран, исследующей планету ZDR. В ней сохранен игровой процесс с боковой прокруткой из предыдущих игр Metroid, а также возможность свободного прицеливания и рукопашных атак, появившихся в Samus Returns (2017). Самус также может скользить и цепляться за синие поверхности. Metroid Dread также добавляет элементы скрытности: Самус избегает почти неразрушимых роботов ЭММИ, прячась, уменьшая свой шум и используя маскировку, которая уменьшает ее шум, но замедляет ее движение. Если робот ЭММИ поймает Самус, у игрока есть короткий шанс выполнить контратаку в ближнем бою и сбежать; в случае неудачи Самус погибнет.

## Разработка

### Ранняя стадия

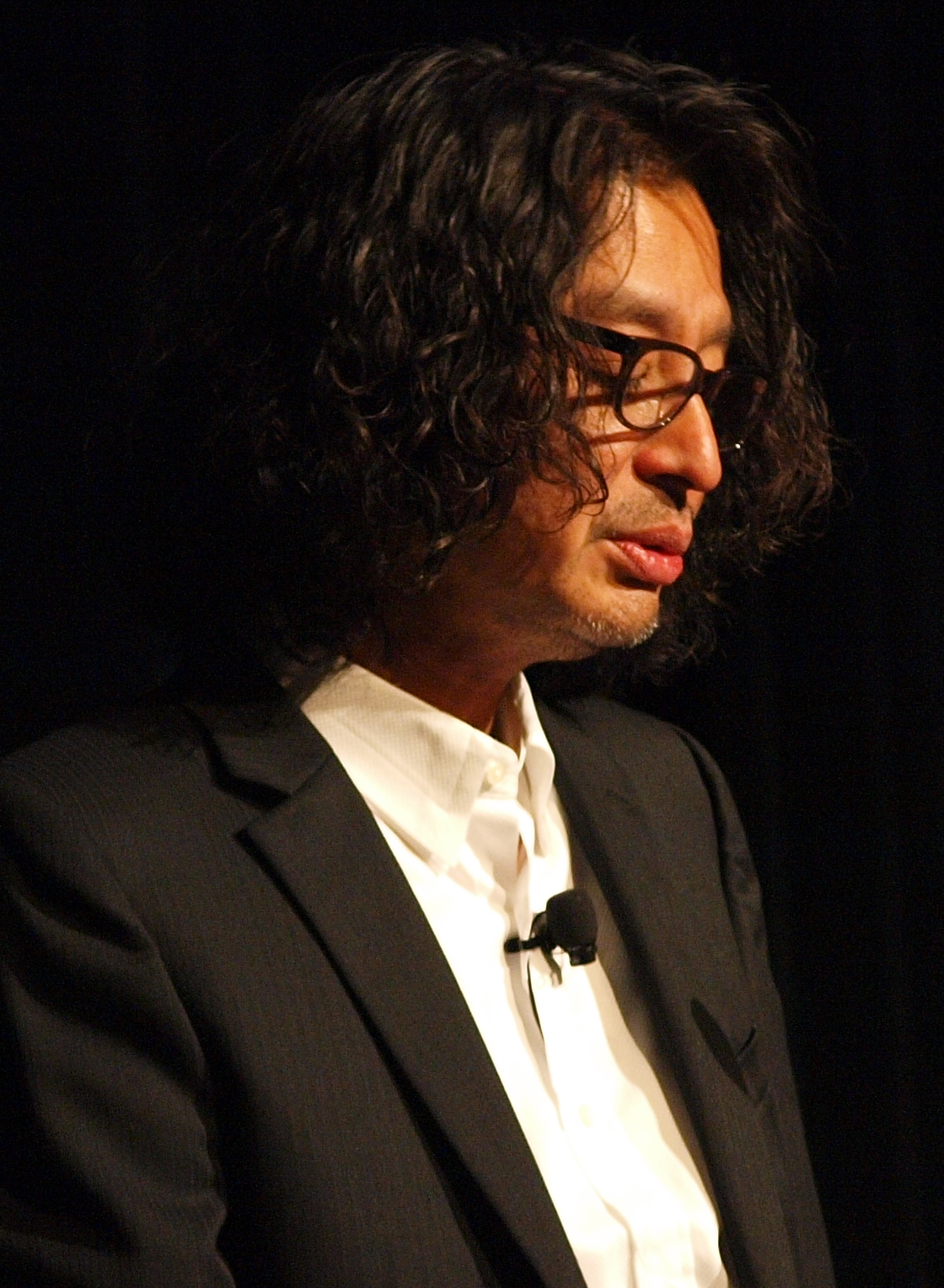
Создатель серии Metroid Ёсио Сакамото на конференции разработчиков игр 2010 года

Создатель серии Metroid Ёсио Сакамото задумал Metroid Dread в середине 2000-х годов; предполагалось, что игра выйдет для Nintendo DS и станет прямым продолжением Metroid Fusion. По задумке разработчиков, в новой игре Самус должна была попасть на совершенно новую планету, где её должен был бы преследовать «ужас» — некий очень сильный противник, охотящийся на Самус, как на дичь. Эта концепция выросла из столкновений с SA-X, противником Самус в Metroid Fusion — по мнению Сакамото, встречам с SA-X было присуще особое напряжение, и он хотел перенести это впечатление в основную серию Metroid. Сакамото не желал превращать Metroid Dread в хоррор-игру, но хотел исследовать «основанный на страхе геймплей».
Разработка для DS начиналась как минимум дважды (в 2005 и 2008 годах), но возможностей портативной консоли были недостаточно для задуманной Сакамото игры. Название Metroid Dread впервые появилось во внутреннем списке программного обеспечения Nintendo 2005 года. Ожидалось, что новый проект с таким названием будет анонсирован на E3 2005 или E3 2006. К концу 2005 года распространились слухи, что Metroid Dread была отменена или находится в производственном аду. Игра была указана в выпуске журнала Official Nintendo Magazine за февраль 2006 года с датой выхода в ноябре 2006 года. В мартовском выпуске была указана общая дата 2006 года с предложением заглянуть на E3 2006 за подробностями, но игра так и не появилась на выставке.
В игре Metroid Prime 3: Corruption 2007 года от Retro Studios присутствует сообщение «Обновление отчета о статусе эксперимента: проект Metroid 'Dread' приближается к финальной стадии завершения». Директор проекта Марк Пачини отрицал связь и заявил, что это было полностью случайным совпадением. Сообщение было отредактировано в японской версии игры, которая была выпущена позже в том же году; теперь оно относилось к «пушке класса Dread».
Вторая попытка запустить проект была предпринята в 2008 году. Игровой прототип был показан сотрудникам Nintendo Software Technology и Nintendo of America на E3 2009. На тот момент проект не назывался Metroid Dread и имел художественный стиль, похожий на Metroid Fusion, однако прототип не оправдал ожиданий Сакамото, поэтому разработка была остановлена.
В 2010 году Сакамото подтвердил, что проект Dread существовал, но сказал, что Nintendo «начнёт с нуля», если они вернутся к нему.

### Версия для Nintendo Switch
Официальный анонс игры под названием Metroid Dread для Nintendo Switch был объявлён 15 июня на презентации Nintendo Direct в рамках E3 2021. Разработчиками стали Nintendo EPD и испанская студия-разработчик MercurySteam, ранее создавшая Metroid: Samus Returns для 3DS (2017). Сакамото сказал, что Nintendo возродила проект после зрелищной демонстрации MercurySteam своих возможностей на Switch. Это первая 2D-игра Metroid, которая не является ремейком со времен Fusion.

## Критика
| Сводный рейтинг       | Сводный рейтинг |
| Агрегатор             | Оценка          |
| --------------------- | --------------- |
| Metacritic            | 88/100          |
| Иноязычные издания    |                 |
| Издание               | Оценка          |
| Destructoid           | 8,5/10          |
| Edge                  | 8/10            |
| EGM                   | [ 22 ]          |
| Eurogamer             | 9/10            |
| Famitsu               | 34/40           |
| Game Informer         | 9/10            |
| GameSpot              | 8/10            |
| GamesRadar+           | [ 27 ]          |
| Hardcore Gamer        | [ 28 ]          |
| IGN                   | 9/10            |
| Jeuxvideo.com         | 8/10            |
| Nintendo Life         | [ 31 ]          |
| Nintendo World Report | 10/10           |
| VentureBeat           | [ 33 ]          |
| VG247                 | [ 34 ]          |
| Русскоязычные издания |                 |
| Издание               | Оценка          |
| 3DNews                | 9,5/10          |
| «IGN Россия»          | 9,10            |
| «Игромания»           | «Сойдёт»        |
| «Игры Mail.ru»        | 9/10            |
| «НИМ»                 | 8,6/10          |

### Награды
| Год  | Награда                      | Категория                                 | Результат | Прим.                       |
| ---- | ---------------------------- | ----------------------------------------- | --------- | --------------------------- |
| 2021 | Golden Joystick Awards       | Лучшая игра для Nintendo                  | Победа    | [ 40 ] [ 41 ] [ 42 ] [ 43 ] |
| 2021 | Golden Joystick Awards       | Игра года                                 | Номинация | [ 40 ] [ 41 ] [ 42 ] [ 43 ] |
| 2021 | The Game Awards              | Игра года                                 | Номинация | [ 44 ] [ 45 ] [ 46 ]        |
| 2021 | The Game Awards              | Лучшее приключение                        | Победа    | [ 44 ] [ 45 ] [ 46 ]        |
| 2022 | D.I.C.E. Awards              | Боевик года                               | Номинация | [ 47 ] [ 48 ]               |
| 2022 | NAVGTR Awards                | Дизайн управления, 2D или ограниченное 3D | Победа    | [ 49 ]                      |
| 2022 | NAVGTR Awards                | Точность управления                       | Победа    | [ 49 ]                      |
| 2022 | NAVGTR Awards                | Дизайн геймплея (франшиза)                | Победа    | [ 49 ]                      |
| 2022 | NAVGTR Awards                | Лучшая игра-боевик (франшиза)             | Номинация | [ 49 ]                      |
| 2022 | NAVGTR Awards                | Игра года                                 | Номинация | [ 49 ]                      |
| 2022 | Famitsu Awards               | Лучшая приключенческая игра               | Победа    | [ 50 ]                      |
| 2022 | NME Awards                   | Игра года                                 | Победа    | [ 51 ]                      |
| 2022 | British Academy Games Awards | Выбор аудитории                           | Номинация | [ 52 ]                      |